# BRUCKNER2024
BRUCKNER2024 ist ein musikalisches Projekt des Dirigenten Gerd Schaller, der Philharmonie Festiva, des Bayerischen Rundfunks – Studio Franken, des CD-Labels Profil Edition Günter Hänssler und des Ebracher Musiksommers mit dem Ziel, bis zum 200. Geburtstag des Komponisten Anton Bruckner dessen sämtliche Symphonien in allen Fassungen einschließlich der seltenen Zwischenfassungen aufzuführen und auf CD aufzunehmen.

## Hintergründe des Fassungsproblems
Anton Bruckner hat elf Symphonien geschrieben, von denen etliche Fassungen bzw. Zwischenstufen vorliegen, was in erster Linie in dem steten Änderungsdrang des Komponisten begründet liegt. Bruckner feilte immer wieder an seinen Kompositionen und suchte nach deren idealen Form. Hinzu kommt, dass er häufig auf den Rat von Freunden und musikalisch hochgestellten Persönlichkeiten achtete. Die Ablehnung einiger seiner Symphonien brachte es mit sich, dass er immer wieder zweifelte und Verbesserungen vornahm. Daher sind viele seiner symphonischen Werke in unterschiedlichen, teils eigenständigen Fassungen bzw. als Zwischenstufen überliefert.

## Projektziel
Die Beschäftigung mit den verschiedenen Fassungen und insbesondere auch mit den Zwischenstufen liefern  Einblicke in die Komponistenwerkstatt Anton Bruckners. Dies war für den Dirigenten Gerd Schaller ausschlaggebend, ein Projekt in Angriff zu nehmen, bei welchem alle diese Fassungen sowie die wesentlichen Zwischenstufen mit nur einem Orchester aufgeführt und auf Tonträger eingespielt werden.  
Dadurch sollte es den Hörern möglich sein, die einzelnen Fassungen unmittelbar miteinander zu vergleichen. Somit entfallen die Interpretationsunterschiede, die durch die unterschiedlichen Auffassungen verschiedener Dirigenten und Orchester verursacht werden.
Seit 2007 hat Gerd Schaller kontinuierlich seinen Bruckner-Zyklus aufgebaut, der die Basis bildet, worauf BRUCKNER2024 fundiert.